# Myriam Astruc
Pour les articles homonymes, voir Astruc.
Myriam (Miriam) Astruc, née à Bordeaux le 12 novembre 1904 et morte à  Pétra le 8 avril 1963, est une archéologue et orientaliste française spécialisée dans l'étude de la présence phénico-punique dans la péninsule Ibérique.

## Biographie
Elle est la fille du Grand Rabbin de Bordeaux.
Entre 1927 et 1931, elle étudie l'archéologie à l'école du Louvre auprès de René Dussaud qui lui fit découvrir l'archéologie orientale et l'épigraphie sémitique.
Dès 1933, elle intègre l’École des hautes études hispaniques de Madrid (aujourd’hui Casa de Velázquez). Elle étudie avec la collaboration de Louis Siret, le mobilier de la nécropole de Villaricos (Almería) dans la cadre son étude sur la présence phénico-punique en Espagne.
Le résultat de ces dernières recherches ne sont publiées qu'à son retour à la Casa Vélasquez dans les années 1950.
À la suite de Jeanette et Prosper Alquier, elle fouille à partir de 1935 la nécropole phénicienne de Mundet Africa près de Jijel en Algérie et y découvre une vingtaine de nouvelles tombes.
Lors de son séjour à la Casa Vélasquez de 1952-1953, elle étudie les fonds puniques du musée archéologique national et débute des fouilles à Iviça (Ibiza) avec la collaboration J.M. Maña (1912-1964). Elle mène parallèlement des fouilles à Sant Mateu de Albarca et à Illa Plana. En 1954 sont publiés ses premiers travaux sur les sculptures égyptiennes de scarabées découvertes à Ibiza et Formentera. Ces dernières témoignent des échanges des populations orientales sur la péninsule.
M. Astruc a également publié une étude sur les œufs d'autruches retrouvés dans les sépultures puniques à Ibiza. Un grand nombre était peint en rouge et décoré de lignes verticales ou de motifs figurés et géométriques. L'influence orientale est matérialisée par l'utilisation de tresses et d'éléments végétaux et animaliers. Les œufs ont été vidés à l'aide d'un orifice percé sur leur sommet avant d'être déposés. De ce fait, ceux-ci n’étaient pas des offrandes alimentaires. Néanmoins, ils étaient en majorité coupés au tiers ou à la moitié de leur hauteur et servaient donc de gobelets ou de coupes. Ils pouvaient contenir de l'ocre et des graines. Retrouvés de façon quasi systématique, ces artefacts possédaient un caractère sacré : un contenant symbolique, écrin du souffle de vie, pouvant ramener les morts à la vie. Les travaux de M. Astruc soulignent l'importance de l’œuf d'autruche dans le mobilier funéraire de la nécropole de Villaricos.
Néanmoins, relativement peu de mobilier était disponible dans le musée archéologique des îles Pityuses. En effet, sous la pression de Josep Costa 'Picarol' et Santiago Rusiñol, le mobilier avait été transféré à Barcelone.
Les interprétations de Astruc et en particulier celles sur le mobilier cultuel funéraire, ont été d'une grande contribution d'après Jordi H. Fernandez, directeur du musée archéologique d'Ibiza et de Formentera. Myriam Astruc a été l'une des pionnières de l'archéologie phénico-punique dans la péninsule ibérique.
Elle meurt en 1963, noyée lors d'une crue lors d'une expédition sur le site archéologique de Pétra.
Ses notes, ses moulages d'objets et ses photographies ont été (re) découvertes par Pr. John Boardman (Oxford University). Ils ont été étudiés par Lorenzo Baqués Estapé en 1974 en vue de la publication intégrale des travaux de Myriam Astruc.